# Johann Joseph Jörger
Johann Joseph Jörger – austriacki dyplomata żyjący na przełomie XVII i XVIII wieku, hrabia. 
W 1702 pełnił funkcję ambasadora nadzwyczajnego Wiednia w Londynie, gdzie oficjalnie pogratulował królowej Annie objęcia tronu.